# Allium derderianum
Allium derderianum är en amaryllisväxtart som beskrevs av Eduard August von Regel. Allium derderianum ingår i släktet lökar, och familjen amaryllisväxter. Inga underarter finns listade i Catalogue of Life.